# 日鳥
日鳥（ひどり）は、日本の漫画家、イラストレーター。男性。愛知県出身。「日々鳥々（ひびとりどり）」という同人サークルで同人活動も行っており、同人活動では艦隊これくしょんの二次創作を中心に活動を行っている。

## 作品

### 漫画
- 仮面女子 スチームガンズ・ガール（ComicWalker、2015年7月 - ） アイドル「仮面女子」の世界観をモチーフにした漫画作品。
- 新説 狼と香辛料 狼と羊皮紙（電撃マオウ、2019年5月 - ）支倉凍砂による同名小説のコミカライズ[1]。

### 挿絵
- 佳麗なるソードマスターと最強なる不肖の弟子（著・蝉川タカマル、電撃文庫、2014年9月10日）

### アンソロジー
- 艦隊これくしょん -艦これ- 電撃コミックアンソロジー佐世保鎮守府編(2)（KADOKAWA/アスキー・メディアワークス、2014年1月27日）
- 艦隊これくしょん -艦これ- アンソロジーコミック 横須賀鎮守府編18（KADOKAWA、2017年9月15日）
- けものフレンズ アンソロジーコミック ジャパリカフェ編2（KADOKAWA、2017年9月30日）

### アダルトゲーム
- たいせつなきみのために、ぼくにできるいちばんのこと（だんでらいおん、原画、2011年10月28日発売）

### その他
- 同人誌ふぁくとりぃ。―プロが教える人気上昇の秘訣（インフォレスト、2010年3月1日）
- 東方幻想画報 詩片-Fragment Ⅱ-（とらのあな、2013年8月9日）
- 東方Projectカレンダー2014～rEIMUiNwONDERLAND～（とらのあな、2013年12月29日）
- 東方幻想画報伍～詩片紡ぎ～（とらのあな、2014年5月11日）